# Jądro ślimakowe tylne

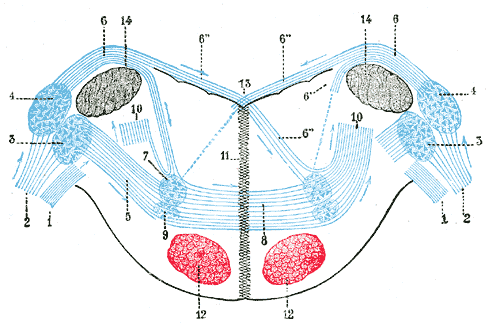
Schemat przekroju czołowego przez pień mózgu, jądro ślimakowe tylne (guzek słuchowy) zaznaczone numerem 4

Jądro ślimakowe tylne (łac. nucleus cochlearis posterior), jądro ślimakowe grzbietowe (nucleus cochlearis dorsalis) – w anatomii człowieka jedno z jąder części ślimakowej nerwu przedsionkowo-ślimakowego (VIII nerwu czaszkowego). Znajduje się na tylno-bocznej powierzchni konaru dolnego móżdżku, tworząc w dnie komory czwartej guzek słuchowy.